# Pausànies (general)
Pausànies o Pausànias (grec antic: Παυσανίας, Pausanias) fou un general espartà del segle v aC, fou regent d'Esparta de la branca agída de la família reial lacedemònica, fill de Cleombrot d'Esparta i Alcatea o Alcitea; i nebot de Leònides I. Va succeir el seu pare Cleombrot com a regent del seu cosí Plistarc d'Esparta, fill de Leònides I, que encara era menor d'edat. Plistarc fou rei des del 480 aC fins a la seva mort vers el 459 aC.
El 479 aC quan els atenesos van cridar als espartans en ajut contra els perses, Esparta va enviar un cos d'exèrcit de cinc mil soldats, cadascun amb set ilotes auxiliars, sota comandament de Pausànies; Eurínax, fill de Dorieu, fou associat al comandament segons Heròdot. A la zona de l'istme de Corint se'ls van unir altres forces dels aliats peloponesis; l'exèrcit es va trobar amb els atenesos a Eleusis i Pausànies va agafar el comandament de les forces combinades amb diversos generals al consell de guerra. Els aliats van travessar el Citeró i es van aturar a Èritres, on van formar una línia a les muntanyes; eren llavors uns 110.000 homes que foren atacats per la cavalleria persa dirigida per Masisti; els perses foren rebutjats després que els atenesos van reforçar les línies megàries que eren atacats durament, i Masisti va morir.
Pausànies va anar a buscar aigua i va baixar cap a Platea i es va aturar a la vora d'un rierol que Heròdot diu que era l'Asop, però segurament era un dels seus afluents. El general persa Mardoni es va col·locar a l'altre costat del riu; les forces van romandre inactives deu dies i es van limitar a vigilar-se, atesos els mals informes dels endevins. Finalment, Mardoni va decidir l'atac, però els grecs van rebre la informació i quan l'endemà la cavalleria persa va atacar, els grecs estaven a punt, però tanmateix els perses van ocupar les fonts de Gargàfia que donaven aigua als grecs, de manera que els grecs van decidir passar prop de Platea, cosa que van fer la nit. L'endemà es va lliurar la batalla de Platea amb victòria grega; el camp persa fou assaltat i es va produir una carnisseria; Pausànies fou dels que va lluitar amb més coratge segons Diodor de Sicília, però Heròdot no ho esmenta. El botí fou recollit pels ilotes.
Després de la batalla i a proposta d'Aristides d'Atenes, es va constituir formalment una confederació dels grecs i Pausànies va romandre en el comandament; delegats foren enviats des de Platea a tots els estats grecs per deliberar dels seus interessos comuns i celebrar cada any l'aniversari de la batalla i cada cinc anys un festival anomenat Festes de la Llibertat que es faria a Platea, ciutat que fou declarada inviolable i independent. Aquest tractat Tucídides l'anomena τὰς παλαιὰς Παυσανίου μετὰ τὸν Μη̂δον σπονδάς.
Abans de retirar-se, Pausànies va atacar Tebes i va exigir la rendició dels traïdors; després d'un setge de 20 dies, alguns caps del partit persa, dirigit per Timagènides i Atagí van acceptar ser lliurats als aliats (el darrer va poder escapar); els entregats van ser executats sense judici a Corint.
El 477 aC Pausànies va dirigir una flota que va aconseguir expulsar els perses d'Europa i les illes. Xipre fou atacada i en gran part sotmesa. De Xipre, Pausànies va anar a Bizanci i va ocupar la ciutat i va erigir segurament el temple a Posidó al Bòsfor Traci, a un lloc anomenat Exampeus. Va governar la ciutat durant set anys (va establir com a governador a Gòngil d'Erètria) i va modificar el seu govern i la seva estructura que de vegades fou considerat el fundador de Bizanci.
Llavors Pausànies va començar a meditar l'establiment de la seva tirania sobre tot Grècia amb suport dels perses; entre els presoners fets a Bizanci i hi havia perses connectats amb la casa reial i els va enviar a la cort persa (sense coneixement dels altres aliats) deixant-los de fet lliures. Gòngil, que portava una carta de Pausànies pel rei persa, els va escortar; en la carta s'oferia al rei persa el domini de tot Grècia sota govern de Pausànies que es casaria amb la filla del rei, i demanava l'enviament d'una persona amb poders; Xerxes va enviar a Artabazos amb una carta on agraïa l'alliberament dels presoners i li oferia tropes i diners per aconseguir el seu propòsit.
Pausànies va començar a tractar malament als seus aliats; cap persona es podia acostar a ell i de mica en mica va assumir les vestimentes i atributs d'un sàtrapa persa. Fins i tot va visitar Tràcia amb una guàrdia de perses i egipcis. Tot això va disgustar als aliats, i voluntàriament els estats van decidir transferir la preeminència a Atenes. Així va néixer la confederació encapçalada per Atenes; mentre a Esparta van arribar rumors dels plans de Pausànies, i fou cridat per tornar; al seu lloc fou enviat Dorcis, que no fou obeït pels aliats, de manera que els espartans es van retirar de la confederació.
Pausànies va arribar a Esparta i fou sotmès a judici però les proves de traïció eren molt dèbils i era dubtós poder obtenir una condemna. Llavors Pausànies, sense ordes, va embarcar en un vaixell d'Hermíona, i va retornar a Bizanci, on Gòngil encara romania com a governador, i on va renovar els seus plans. Una greu injuria a una família de gran importància a la ciutat (amb la mort d'un dels seus membres) va comportar que els aliats demanessin a Atenes la seva expulsió que es va produir.
Pausànies va anar llavors a Colones, a la Tròada, on va entrar altre cop en contacte amb els perses; llavors va rebre una orde imperativa de retornar a Esparta, i Pausànies, sense tenir prou avançats els seus plans, va tornar i fou empresonat, però fou alliberat molt poc després, i va demanar ser jutjat, ja que amb els seus diners podia comprar el tribunal. Finalment el judici no es va poder fer.
Pausànies va entrar llavors en contacte amb caps dels hilotes, a qui va prometre la llibertat i la ciutadania si l'ajudaven a enderrocar al govern; alguns ilotes el van denunciar, però els èfors continuaven poc inclinats a jutjar a un home de la seva posició. Llavors es va trobar una prova decisiva quan un home de nom Argili, que portava una carta de Pausànies per Artabazos, va trencar el segell i va obrir la carta i va trobar dins instruccions per la seva pròpia mort, i llavors va donar la carta als èfors; d'acord amb un pla, Argili es va refugiar al temple de Posidó al Cap Tènar, a la vora del qual els èfors també van amagar als seus homes; Pausànies hi va anar a preguntar-li la raó de la seva traïció i Argili li va tirar en cara les ordes per la seva mort; el pla era agafar a Pausànies a la tornada, però va rebre una advertència d'un dels èfors i es va refugiar al temple d'Atena Calcíoca; els èfors van decidir construir un mur davant la porta perquè no pogués sortir; la mateixa mare de Pausànies, Alcatea, va posar la primera pedra; quan ja estava a punt de morir fou retirat pels èfors del temple i va morir al cap de pocs minuts. Això va passar en una data desconeguda posterior al 471 aC i anterior al 466 aC. Els detalls de la seva mort són una mica diferents segons la font.
Va deixar tres fills: Plistòanax (rei 459 a 409 aC), Cleòmenes i Arístocles. Plutarc diu que de jove fou un dels vencedors olímpics, però probablement és un error.